# فرانکا سوتزانی
فرانکا سوتزانی ((به ایتالیایی: Franca Sozzani)) روزنامه‌نگار ایتالیایی و حدفاصل سال‌های ۱۹۸۸ تا ۲۰۱۶ سردبیر مجله ووگ ایتالیا بود. وی به سبب پوشش مطالب و موضوعاتی که چندان مورد توجه مجلات مد و شیوه زندگی نبود، شهرت داشت، مواردی هم‌چون خشونت خانوادگی، سو مصرف مواد مخدر، آلودگی نفتی خلیج مکزیک.